# Типовий Київ
Типовий Київ — закритий проросійський регіональний інформаційний цифровий телеканал Києва. Входить до медіахолдингу LIVE Network Ганни Ковальової.
15 липня 2022 року призупинив мовлення через російське вторгнення в Україну.

## Історія
Наприкінці липня 2021 року стало відомо, що телеканал «Live» змінив логотип і назву на «Типовий Київ». Згодом Світлана Павелецька, CEO Інституту когнітивного моделювання, уточнила, що планувалося відокремити супутникову версію телеканалу «Live» і регіональний київський телеканал «Типовий Київ».
Головною редакторкою «Типового Києва» стала Світлана Криворучко.
10 серпня телеканал «Типовий Київ» почав мовлення у локальному київському мультиплексі DVB-T.
15 липня 2022 року телеканали «Live», «Odesa.live» та «Типовий Київ» призупинили мовлення через російське вторгнення в Україну.

## Власники
50 % акцій телеканалу належали «Тауер групп», якою володіли народний депутат від проросійської партії ОПЗЖ Вадим Столар (через 89 % акцій) та Сергій Турчінов (через 11 % акцій) через АТ «Закритий недиверсифікований венчурний корпоративний інвестиційний фонд „Генесис“». Іншими 50 % власності телеканалу володів киянин Юрій Олексієнко через британську компанію «Лонгера лімітед».
У липні 2022 телеканал «Типовий Київ» у складі Live Network з Odesa.live та Live перейшли у власність Ганни Ковальової.